# Otto Gross

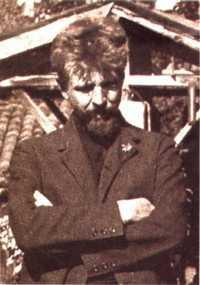
Otto Gross l'any 1919

Otto Gross (Gniebing-Weißenbach, Imperi Austrohongarès, 17 de març de 1877 – Berlín, 13 de febrer de 1920) va ser un psicoanalista, un dels primers deixebles de Sigmund Freud; més tard, es convertí en un anarquista i s'uní a la societat utòpica Ascona.
El seu pare, Hans Gross, va ser un jutge i un pioner de la criminologia. Otto, de primer, col·laborà amb el seu pare, però després s'oposà a les seves idees de caràcter determinista.
Va tenir idees d'antipsiquiatria i d'alliberament sexual; més tard, desenvolupà una forma anarquista de psicologia profunda (que rebutjava la necessitat civilitzadora de la repressió psicològica proposada per Freud). Adoptà una forma modificada del protofeminisme i neopaganisme de Johann Jakob Bachofen, amb qui intentà tornar la civilització cap a una edat d'or sense jerarquies. Gross va ser expulsat del moviment psicoanalític i morí en la pobresa.
Va ser molt influït per la filosofia de Max Stirner i la de Friedrich Nietzsche i les teories polítiques de Peter Kropotkin; ell, al seu torn, influí en D. H. Lawrence (per l'afer de Gross amb Frieda von Richthofen), Franz Kafka i altres artistes, incloent-hi els fundadors del dadaisme de Berlín. La seva influència en la psicologia va ser més limitada. Carl Jung va dir que el seu punt de vista global canvià quan intentà analitzar Gross.
Gross utilitzava les drogues des de la seva joventut, a més de ser partidari de l'amor lliure; de vegades, se'l menciona com el fundador de la contracultura del segle xx.

## Contribucions a la psicologia profunda
Carl Jung cita Gross en fer la seva definició d'extravertit i introvertit.
El film A Dangerous Method, produït per Jeremy Thomas, dirigit per David Cronenberg, reserva un paper per a Otto Gross interpretat per Vincent Cassel.